# In Colour
In Colour (eller Concretes In Colour) är den svenska indiepop-gruppen The Concretes andra fullängdsalbum,  som utkom i Sverige den 15 mars 2006. Albumet är producerat av amerikanen Mike Mogis som tidigare arbetat med bland andra Bright Eyes och The Faint. 
På albumet dyker för första gången gitarristen Maria Eriksson upp som sångerska - på låten Grey Days. Dessutom gör trummisen Lisa Milberg en duett med Romeo Stodart från The Magic Numbers i Your Call. Dessutom medverkar andra kända artister på albumet, exempelvis Jens Lekman och Frida Hyvönen.

## Låtlista
| 1.  | "On the Radio"          | 3:23 |  |
| 2.  | "Sunbeams"              | 3:24 |  |
| 3.  | "Change in the Weather" | 2:53 |  |
| 4.  | "Chosen One"            | 3:09 |  |
| 5.  | "Your Call"             | 3:29 |  |
| 6.  | "Fiction"               | 6:01 |  |
| 7.  | "Tommorow"              | 3:44 |  |
| 8.  | "As Four"               | 2:31 |  |
| 9.  | "Grey Days"             | 4:42 |  |
| 10. | "A Way of Life"         | 5:01 |  |
| 11. | "Ooh La La"             | 2:59 |  |
| 12. | "Song for the Songs"    | 3:49 |  |